# اسماعیل‌آباد (یولاخ)
اسماعیل‌آباد (به لاتین: İsmayılabad) منطقه‌ای مسکونی در جمهوری آذربایجان است که در شهرستان یولاخ واقع شده است.